# Amílcar Chiorrini
Amílcar Chiorrini Alveti (Constitución, 19 de julio de 1904 - Santiago, 9 de julio de 1973). Político radical chileno. Hijo de Francisco Chiorrini y Tránsito Alveti. Contrajo matrimonio con Olga Latcham Alfaro (1942).

## Biografía
Fue miembro de la Comisión de Cambios Internacionales y del Consejo de Censura Cinematográfica, además de Director de la Industria Nacional de Neumáticos (INSA).

## Actividades políticas
Militante del Partido Radical, por el cual fue elegido Diputado por la 13.ª agrupación departamental, correspondiente a las comunas de Constitución, Cauquenes y Chanco (1941-1945 y 1945-1949), participando de la comisión permanente de Economía y Comercio.
Fue representante del Banco Central de Chile a la Conferencia del Fondo Monetario Internacional, celebrada en Londres en 1947. 
Reelecto Diputado por la 13.ª agrupación departamental (1949-1953), integrando en este período la comisión permanente de Relaciones Exteriores y la de Economía y Comercio.
Fue nombrado Embajador de Chile en Italia (1953-1955).